# Ana Lucia Azevedo
Ana Lucia Azevedo é uma jornalista de ciência brasileira. Trabalha no jornal O Globo, no Rio de Janeiro, desde 1988, passando por várias funções, como trainee, repórter, repórter especial, colunista e editora de Ciências.
Recebeu em 2011 o Prêmio José Reis de Divulgação Científica. Segundo a comissão avaliadora do prêmio, "a jornalista tem contribuído para levar as pesquisas de centenas de cientistas a milhões de pessoas [e] constitui-se de fato numa peça fundamental para as relações entre ciência e sociedade no Brasil". Em 2002, foi uma das profissionais agraciadas  com o Prêmio Esso de Jornalismo, na categoria "Informação científica, ambiental e tecnológica".
Azevedo é formada em Comunicação Social na Universidade Federal Fluminense e tem mestrado em Geografia pela Universidade Federal do Rio de Janeiro. Em palestra na Reunião Anual da Sociedade Brasileira para o Progresso da Ciência, em 2011, definiu a função do jornalismo de ciência: "Temos que mostrar a ciência enquanto causa e consequência do desenvolvimento, a ciência como característica cultural dos povos e a ciência enquanto espetáculo. A notícia tem que ter um pouco de cada um dos três pilares, pois precisamos atrair o leitor pelo equilíbrio. Não falamos para os cientistas e sim sobre cientistas".

## Livro
- Novos Tempos (2012)[7]

## Prêmios
- Prêmio José Reis de Divulgação Científica, 2011[3]
- Prêmio Esso de Jornalismo, categoria de "Informação científica, ambiental e tecnológica", por "Planeta Terra", O Globo, com Chico Otávio e Roberta Jansen, 2002[8]